# Mijo Ipša
Mijo (Milivoj) Ipša (Madžarevo, 25. siječnja 1896. – Veliki Miletinac, 13. travnja 1969.) bio je hrvatski političar i član HSS-a.

## Životopis
Rođen je u seljačkoj obitelji Tome i Julijane (rođ. Štaba) u Madžarevu kod Novog Marofa 25. siječnja 1896. godine. U Varaždinu je završio Gradsku šegrtsku školu. Nakon povratka kući bavio se poljodjelstvom.
Djelovao je kao tajnik novomarofske kotarske organizacije HSS-a. Dana 4. studenog 1927. postaje zastupnik toga kotara u Oblasnoj skupštini Zagrebačke oblasti sa sjedištem u Zagrebu. Djelovao je u Odboru za narodnu prosvjetu te Odboru za narodno zdravlje i socijalnu pomoć.
Nakon proglasa šestosiječanjske diktature 1929. godine seli se s obitelji u Veliki Miletinac kraj Daruvara. Nakon što je 1935. obnovljeno stranačko djelovanje postao je predsjednik daruvarskog kotarskog odbora HSS-a. Na izborima za Narodnu skupštinu 1938. izabran je za zastupnika daruvarskog kotara. Nakon sporazuma Cvetković–Maček često je radio kao posebni izaslanik vodstva HSS-a u pitanjima reorganizacije kotarskih ogranaka HSS-a. Također je bio član ravnateljstva Gospodarske sloge.
Nakon uspostave NDH imenovan u Hrvatski državni sabor 1942., ali se nije odazvao. U Zagrebu je 1944. sudjelovao u puču Vokić-Lorković. Zbog toga je uhićen sa skupinom pripadnika HSS-a 29. kolovoza 1944. te osuđen na tri godine zatvora. Slom NDH zatekao ga je u bolnici u koju je prebačen 25. travnja 1945. godine. Bio je jedan od HSS-ovaca koje komunistička vlast nisu pustile na stranačku konferenciju HSS-a od 2. do 4. rujna 1945. u hotelu „Esplanada“ u Zagrebu. Sve do 1947. godine bio je pod istragom zbog navodne suradnje s vlastima NDH. Ipak je bio oslobođeni te ponovno 1948. uhićen i osuđen na osam mjeseci zatvora i prisilnog rada zbog „špekulacije i privredne sabotaže“. Kaznu je odslužio na zagrebačkoj Kajzerici. Umro je u Velikom Miletincu 29. prosinca 1969. godine.

### Članci
- Karaula, Željko. 2016. Istaknuti daruvarski prvak HSS Mijo Ipša „Snalaženje u nevremenima“ - Zapisnik sa saslušanja Mije Ipše pred Odjeljenjem za zaštitu naroda (OZNA ) (1945. – 1946.). Zbornik Janković. Ogranak Matice hrvatske u Daruvaru. Daruvar. 1 (1): 149–179
- Leček, Suzana. 2005. Ipša, Mijo. Hrvatski biografski leksikon. Zagreb.  journal zahtijeva |journal= (pomoć)